# Quézia

Jó com sua três filhas por William Blake

Quézia, Quésia ou Quétsia (em hebraico: קְצִיעָה; romaniz.: Qəṣī'ā ; em grego: Κασία, romaniz.: Kasia), é uma personagem do Antigo Testamento da Bíblia.
Ela foi a segunda das três filhas nascidas de Jó após seus sofrimentos. Este nome em português significa canela ou madeira cheirosa, que é uma especiaria bastante utilizada na culinária como condimento e aromatizante.
A Bíblia ainda relata que Quézia, juntamente com suas irmãs, era uma das mulheres mais bonitas da época e que, contrariamente ao costume antigo, recebeu parte da herança de seu pai, Jó, a qual era destinada somente aos filhos homens.